# Harborton
Harborton est une census-designated place située dans le comté d'Accomack, dans l’État de Virginie, aux États-Unis. Lors du recensement de 2020, elle comptait 130 habitants.